# Війна Фаррапус
Війна Фаррапус (порт. Guerra dos Farrapos, від farrapos — «лахміття») або революція Фаррапус (порт. Revolução Farroupilha) — республіканське повстання, що почалося в південно-бразильських штатах Ріу-Гранді-ду-Сул і Санта-Катаріна в 1835 році. Повстанці, якими керували генерали Бенту Гонсалвіс да Сілва і Антоніу ді Суза Нету з підтримкою італійського революціонера Джузеппе Гарібальді, були розбиті імператорськими силами в 1845 році. Війна значно активізувалася після коронації Педру II в 1840 році, на той час у віці 15 років, що було порушенням бразильської конституції. Після війни (повстання) Кабанген, ця війна вважається найкривавішою громадянською війною в історії Бразилії.